# 池上浩山人
池上 浩山人（いけがみ こうさんじん、本名：池上 幸二郎（いけがみ こうじろう）、1908年（明治41年）1月17日 - 1985年（昭和60年）9月10日）は大正・昭和期の俳人、装潢師である。

## 生い立ち
千葉県山武郡丘山村（現・東金市）で田中幸二郎として生まれる。成東中学中退後、徳富蘇峰の門に入りその書生として著作の助手を務めた。のち池上氏を嗣ぎ、国立博物館内文化財研究所内国宝修理室で文化財の修理事業に従事。
俳句は父田中蛇湖に学び、大正10年より作句。「ホトトギス」、「若葉」同人。「天鼓」「河鼓」を経て、昭和32年「ももすもも」を創刊。
句集に「雁門集」、随筆集に「夢の如しの記」がある。
昭和54年勲四等瑞宝章受章。